# Mladen Bušić
Mladen Bušić (Mostar, 1. svibnja 1964.) hrvatski je liječnik, oftalmolog i bivši ravnatelj Kliničke bolnice Sveti Duh u Zagrebu.

## Životopis
Bušićeva obitelj je iz Metkovića, ali je on zbog kompliciranog porođaja rođen u bolnici u Mostaru. Osnovnu i srednju školu završio je u Metkoviću. S nenavršenih šest godina ostao je bez oca Mile, koji je umro u 32. godini života. Majka Zlata ostala je podstanarka i nezaposlana udovica s troje male djece. Mladen i mlađi brat Boris već su s 12 i 10 godina počeli redovito zarađivati svirajući s metkovskom Gradskom glazbom, te dodatno radeći različite sezonske poslove u Metkoviću i okolici.
Nakon što je diplomirao na Medicinskom fakultetu u Zagrebu 1991. godine, Bušić se zaposlio najprije u Domu zdravlja Novi Zagreb, a potom je 1992. prešao na Zavod za oftalmologiju. Godine 1996. položio je specijalistički ispit, s užim područjem mikrokirurgije prednjeg segmenta oka te ultrazvučnim operacijama sive mrene u djece i odraslih. Potom je pohađao poslijediplomski studij na Prirodoslovno matematičkom fakultetu u Zagrebu te doktorski studij Biomedicine i zdravstva na Medicinskom fakultetu u Zagrebu. Redovni profesor na Medicinskom fakultetu u Osijeku postaje 2013.
Još od 1991. godine na Zavodu za oftalmologiju tadašnje Opće bolnice Sveti duh sudjeluje u pripremama za osnutak prve očne banke Lions Hrvatska pod voditeljstvom tadašnjeg predstojnika zavoda, svojega metkovskog susjeda, oftalmologa Nikice Gabrića i doktorice Ljerke Henč-Petrinović.:163.
Za njegovog mandata na čelu bolnice, Opća bolnica Sveti Duh prerasla iz opće u Kliničku bolnicu, kao jedina kojoj je to uspjelo od 21 opće bolnice u Hrvatskoj.

## Radovi i angažman
Između ostalog član je Hrvatskog oftalmološkog društva, Europskog udruženja za kirurgiju katarakte i refraktivnu kirurgiju te Američke akademije za oftalmologiju. Objavio je više od 150 znanstvenih i stručnih radova u domaćim i inozemnim stručnim časopisima, glavni je urednik i autor u deset sveučilišnih udžbenika iz oftalmologije, glavni urednik prvog svjetskog osmojezičnog enciklopedijskog medicinskog rječnika te voditelj znanstvenog projekta "Hrvatsko oftalmološko nazivlje" Hrvatske zaklade za znanost. 
Član je upravnih odbora zagrebačkih udruga "Društvo Neretvana i prijatelja Neretve" i "Dani Neretve". Jedan je od osnivač i "Instituta za razvoj Doline Neretve". 
Predsjednik je košarkaškog kluba Cibona. 

## Nagrade i priznanja
- Godišnja Nagrada grada Metkovića "Sv. Ilija" u području zdravstva za  2011.
- Nagrada grada Zagreba za Projekt “Ambliopija u četverogodišnje djece Grada Zagreba“ 2016.
- Nagrada Akademik Andrija Štampar Medicinskog fakulteta u Osijeku za izdavačku djelatnost 2017.